# Landkreis Elbe-Elster
Powiat Elbe-Elster (niem. Landkreis Elbe-Elster, dolnołuż. Wokrejs Łobjo-Halšter) – powiat w niemieckim kraju związkowym Brandenburgia. Stolicą powiatu jest miasto Herzberg (Elster), natomiast największe miasto to Finsterwalde. Nazwa powiatu pochodzi od głównych rzek regionu, Łaby (niem. Elbe) i Czarnej Elstery (niem. Schwarze Elster).

## Historia
Wschodnia część powiatu obejmuje tereny historycznych Dolnych Łużyc. Powiat w obecnej formie powstał w wyniku reformy administracyjnej w 1993 roku.

## Podział administracyjny
W skład powiatu wchodzi:
- jedenaście gmin miejskich
- jedna gmina (niem. amtsfreie Gemeinde)
- jedna gmina związkowa (niem. Verbandsgemeinde)
- pięć urzędów (niem. Amt)

Gminy miejskie
| Lp. | Nazwa gminy                                      | Ludność (2022) | Powierzchnia km² |
| --- | ------------------------------------------------ | -------------- | ---------------- |
| 1   | Bad Liebenwerda                                  | 9 028          | 138,41           |
| 2   | Doberlug-Kirchhain (dolnołuż. Dobrjoług-Góstkow) | 8 280          | 148,93           |
| 3   | Elsterwerda (dolnołuż. Wikow)                    | 7 745          | 40,55            |
| 4   | Falkenberg/Elster (dolnołuż. Rukow)              | 6 200          | 81,80            |
| 5   | Finsterwalde (dolnołuż. Grabin)                  | 15 606         | 76,91            |
| 6   | Herzberg (Elster)                                | 8 693          | 148,48           |
| 7   | Mühlberg/Elbe (dolnołuż. Miłota)                 | 3 411          | 88,55            |
| 8   | Schlieben                                        | 2 372          | 78,22            |
| 9   | Schönewalde                                      | 2 978          | 155,13           |
| 10  | Sonnewalde (dolnołuż. Groźišćo)                  | 3 148          | 118,54           |
| 11  | Uebigau-Wahrenbrück                              | 5 071          | 134,91           |

Gminy związkowe:
| Lp. | Nazwa gminy | Ludność (2022) | Powierzchnia km² | Liczba gmin |
| --- | ----------- | -------------- | ---------------- | ----------- |
| 1   | Liebenwerda | 23 710         | 445,85           | 4           |

Gminy:
| Lp. | Nazwa gminy | Ludność (2022) | Powierzchnia km² |
| --- | ----------- | -------------- | ---------------- |
| 1   | Röderland   | 3 712          | 46,06            |

Urzędy:
| Lp. | Nazwa urzędu                  | Ludność (2022) | Powierzchnia km² | Liczba gmin |
| --- | ----------------------------- | -------------- | ---------------- | ----------- |
| 1   | Elsterland                    | 4 395          | 113,93           | 5           |
| 2   | Kleine Elster (Niederlausitz) | 5 350          | 180,13           | 4           |
| 3   | Plessa                        | 5 900          | 132,11           | 4           |
| 4   | Schlieben                     | 5 138          | 209,68           | 5           |
| 5   | Schradenland                  | 4 325          | 75,42            | 4           |

## Demografia
| Rok  | Mieszkańcy |
| ---- | ---------- |
| 1990 | 142 679    |
| 1995 | 136 889    |
| 2000 | 131 161    |
| 2005 | 122 031    |

| Rok  | Mieszkańcy |
| ---- | ---------- |
| 2010 | 111 975    |
| 2015 | 104 673    |
| 2020 | 101 085    |

## Współpraca
- Nadrenia Północna-Westfalia: Märkischer Kreis